# Priehyb

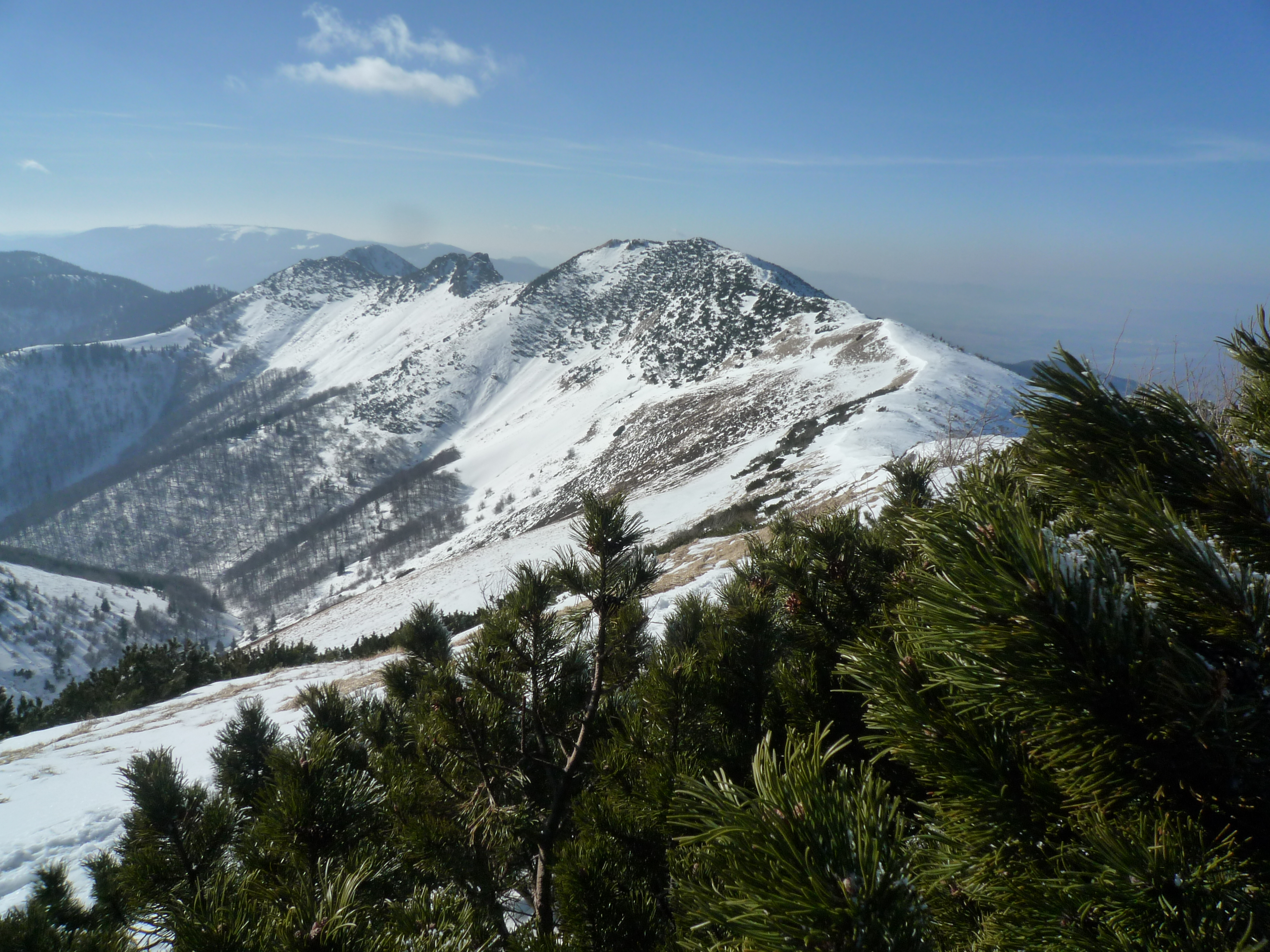
Sedlo Priehyb vpravo od Stratenca

Priehyb (1 462 m n. m.) je sedlo v Malé Fatře na Slovensku. Nachází se v hlavním hřebeni kriváňské části pohoří mezi vrcholy Malý Kriváň (1671 m) na východě a Stratenec (1513 m) na západě. Severozápadním směrem vybíhá od sedla krátká rozsocha s vrcholy Príslopok (1141 m) a Prostá (1144 m). Jižní svahy spadají do Sučianské doliny, severní do Belianské doliny a západní do Kukurišové doliny. Sedlo je významnou křižovatkou turistických tras.

## Přístup
- po červené  značce z Malého Kriváně nebo ze sedla Vráta
- po modré  značce z doliny Kúr
- po žluté  značce ze Sedla pod Suchým